# Тітово (Промишленнівський округ)
Тіто́во (рос. Титово) — село у складі Промишленнівського округу Кемеровської області, Росія.

## Населення
Населення — 1120 осіб (2010; 1127 у 2002).
Національний склад (станом на 2002 рік):
- росіяни — 93 %